# Bonizone di Sutri
Bonizone (1050 circa – 14 luglio 1090 circa) è stato un vescovo cattolico, giurista e letterato italiano.